# Darío Franco
Darío Franco (* 17. Januar 1969 in Cruz Alta, Córdoba) ist ein argentinischer Fußballtrainer und ehemaliger -spieler auf der Position eines Verteidigers.

## Leben

### Spieler
Franco begann seine aktive Laufbahn bei den Newell’s Old Boys, mit dem er in der Saison 1990/91 die argentinische Fußballmeisterschaft gewann.
Unmittelbar nach diesem Erfolg wechselte er zu Real Saragossa in die spanische Primera División. Mit dem Team aus Aragonien gewann er in der Saison 1993/94 den spanischen Pokalwettbewerb und in der darauffolgenden Saison den Europapokal der Pokalsieger.
Im Sommer 1995 wechselte er in die mexikanische Liga, wo er zunächst zweieinhalb Jahre für Atlas Guadalajara spielte und anschließend mehr als sechs Jahre bei Monarcas Morelia unter Vertrag stand, bei denen er seine aktive Laufbahn beendete. Mit den Monarcas gewann er das Winterturnier der Saison 2000/01.
Zwischen 1991 und 1994 absolvierte Franco insgesamt 22 Länderspieleinsätze für die argentinische Nationalmannschaft, bei denen er sechs Treffer erzielte. Mit den Gauchos gewann er in diesem Zeitraum zweimal hintereinander die Copa América (1991 und 1993); bis heute übrigens die einzigen Titel des Rekordsiegers in diesem Wettbewerb seit 1959.

### Trainer
Nach Beendigung seiner aktiven Laufbahn arbeitete er im Trainerstab der Monarcas und wurde nach einem Fehlstart in die Clausura 2006, als in den ersten vier Spielen nur ein Punkt erzielt wurde, zum Cheftrainer befördert. In den nächsten Jahren betreute er die mexikanischen Vereine Tecos de la UAG und Atlas Guadalajara, bevor er nach Argentinien zurückkehrte, wo er in der Saison 2010/11 den CA San Martín de San Juan und anschließend bis November 2012 Instituto Atlético Central Córdoba betreute.
Ende 2012 übernahm er den chilenischen Fußballverein CF Universidad de Chile, mit dem er zwar den chilenischen Pokalwettbewerb der Saison 2012/13 gewann, dennoch aber im Juli 2013 wegen einer Negativserie entlassen wurde. Seit Oktober 2013 trainiert er den argentinischen Club Atlético Aldosivi.

## Erfolge

### Als Vereinsspieler
- Argentinischer Meister: 1990/91 (mit Newell’s Old Boys)
- Mexikanischer Meister: Invierno 2000 (mit Monarcas Morelia)
- Spanischer Pokalsieger: 1993/94 (mit Real Saragossa)
- Europapokal der Pokalsieger: 1994/95 (mit Real Saragossa)

### Als Nationalspieler
- Copa América: 1991 und 1993 (mit Argentinien)

### Als Trainer
- Chilenischer Pokalsieger: 2013 (mit Universidad de Chile)